# In Our Times
In Our Times ist ein Jazzalbum der Formation School Days um den Holzbläser Ken Vandermark. Die vom 24. bis 27. November 2001 im Veranstaltungsort Blå, Oslo, entstandenen Aufnahmen erschienen 2002 auf Okka Disk.

## Hintergrund
Die Gruppe School Days wurde im Frühjahr 2000 gegründet. Ursprünglich war es ein von Ken Vandermark zusammengestelltes Quartett, das das Album Crossing Division vorlegte und im Herbst desselben Jahres um den schwedischen Vibraphonisten Kjell Nordeson erweitert wurde. Weitere Mitglieder des Ensembles sind der Posaunist Jeb Bishop sowie die beiden skandinavischen Musiker Ingebrigt Håker Flaten (Bass) und Paal Nilssen-Love am Schlagzeug.

## Titelliste
- School Days: In Our Times (Okka Disk OD12041)[1]

1. Another Double (Ken Vandermark) 8:25
2. Off the Top (Ken  Vandermark) 9:39
3. What About (Ken Vandermark) 9:17
4. Shift (Ken Vandermark) 11:54
5. Octopus (Jeb Bishop) 8:00
6. Loose Blues (Bill Evans) 8:13
7. Elephantasy (Don Cherry) 7:22

## Rezeption
Steve Loewy verlieh dem Album in Allmusic vier Sterne und schrieb, dies sei „Modern Jazz für die Jahrtausendwende – wie soll man das sonst nennen?“ Knallhart, voller Freude und doch irgendwie unprätentiös würden „School Days“ großartige, ja sogar grandiose Klänge produzieren. Im Kern gehe es bei „School Days“ um die Melodie und ihre Fähigkeit, sich auszudehnen und zu beugen, was die Band hier mit unheimlicher Regelmäßigkeit tue. Die Wurzeln dieser Musik würden auf Ornette Coleman zurückgehen – ein offensichtlicher Einfluss –, aber „School Days“ führe sie in eine andere, abwechslungsreichere Dimension und eine vielfältigere Instrumentierung, ganz zu schweigen von außergewöhnlichem Gesang und Solospiel. Für diejenigen, die Jeb Bishops sprechende Posaune oder Ken Vandermarks ausgefallenes Saxofonspiel mögen, sei dieses Album einfach unschlagbar. Selbst in der beeindruckenden Diskografie Ken Vandermarks steche es als Spitzenveröffentlichung hervor.
Auch wenn ihr Name entlehnt sein mag, wirke „School Days“ wie eine musikalische Persönlichkeit, die alles andere als [von irgendetwas] abgeleitet sei, schrieb Derek Taylor in All About Jazz. Das ursprüngliche Steve Lacy/Roswell-Rudd-Projekt mag der Anstoß gewesen sein, aber dieses transatlantische Ensemble sei in jeder Hinsicht eine eigenständige Einheit. Vandermark würde den Großteil der Kompositionen beisteuern, zusammen mit einem einzigen Beitrag Jeb Bishops, seinem Mitstreiter aus der „Windy City“. Zudem hätten die Arrangements eine gewisse Nervosität, die sich perfekt im verzweifelten Blick der verstörten Frau widerspiegle, die das Coverbild des Albums ziere.